# Юсеф Ахмад
Юсеф Ахмад (араб. يوسف أحمد‎; 1955, Доха, Катар) — катарский художник, художественный консультант, коллекционер, писатель и педагог в области искусства. Он является одной из ведущих фигур культурной жизни Катара, регулярно представляя свою страну на международных биеннале и прочих культурных событиях.

## Ранняя биография и образование
Юсеф Ахмад родился в Аль-Джасре, пригороде Дохи, в семье из трёх сестёр и двух братьев. Его мать звали Мариам аль-Байкер, а отца — Ахмад аль-Хомейд, который трудился ловцом жемчуга, прежде чем перейти работать в Qatar Petroleum. После рождения Юсефа его отец женился на другой женщине, которая родила ему трёх детей.
К тому времени, когда Юсеф Ахмад окончил начальную школу, Министерство образования начало выдавать стипендии катарским художникам для обучения за рубежом: в Европе и на Ближнем Востоке. Он получил степень бакалавра в области изобразительного искусства и образования в каирском Хелуанском университете в 1976 году. Среди его учителей в это время был египетский художник Газбия Сирри. В 1982 году Юсеф Ахмад получил степень магистра изящных искусств в калифорнийском Колледже Миллс.

## Карьера художника
Художественные работы Юсефа Ахмада описываются как реалистичные, документирующими местную катарскую среду и традиции его народа. Художник принимал активное участие в создании уникальных абстрактных картин арабской каллиграфии, в которых он реализовывал свою личную интерпретацию арабской письменности. С 1974 года Юсеф Ахмад использует текстиль в своих художественных работах, прежде всего старомодные ткани, через которые он чувствует связь со своими предками, носившими их.
Юсеф Ахмад также известен своими масштабными работами с использованием широкого спектра цветов и материалов. Различные природные ландшафты, такие как пустыни, болота и пруды, обычно являются основными сюжетами его картин. По утверждению автора они отражают Аль-Джасру, район, где он вырос. В 1977 году он стал первым катарским художником, который провёл персональную выставку, посвящённую искусству хуруфийя в Дохе.
На протяжении более двадцати лет Юсеф Ахмад преподаёт искусствоведение в Катарском университете. В 1986 году была опубликована его книга «Современное изобразительное искусство в Катаре», в которой задокументированы достижения современных художников, организаций и учреждений страны в то время.

## Карьера в правительстве
После окончания университета Юсеф Ахмад был впервые назначен руководителем Департамента культуры и искусств Министерства информации Катара.
Во время преподавания в Катарском университете Юсеф Ахмад познакомился с шейхом Хасаном ибн Мухаммадом Аль Тани, с которым стал работать, занимаясь собранием значимых произведений арабского искусства в Катаре и за его пределами. Это привело к созданию Арабского музея современного искусства Матхаф.

## Награды
- Багдадский международный фестиваль искусств

Победитель: 1986
- Анкарская биеннале

Премия жюри: 1986
- GCC Artists Exhibitions

Золотой пальмовый лист: 1989, 1991, 1996, 1999
- Первая туристическая выставка (Доха)

Первый премия: 1993
- Каирская биеннале

Премия жюри: 1996, 1998
- Первая международная биеннале современного арабского искусства Аль-Харафи

Премия жюри: 2006